# 3246 Bidstrup
A 3246 Bidstrup (ideiglenes jelöléssel 1976 GQ3) a Naprendszer kisbolygóövében található aszteroida. Nyikolaj Sztyepanovics Csernih fedezte fel 1976. április 1-én.